# Surface équivalente radar
Pour les articles homonymes, voir SER et Surface.
 (décembre 2023).
Si vous disposez d'ouvrages ou d'articles de référence ou si vous connaissez des sites web de qualité traitant du thème abordé ici, merci de compléter l'article en donnant les références utiles à sa vérifiabilité et en les liant à la section « Notes et références ».

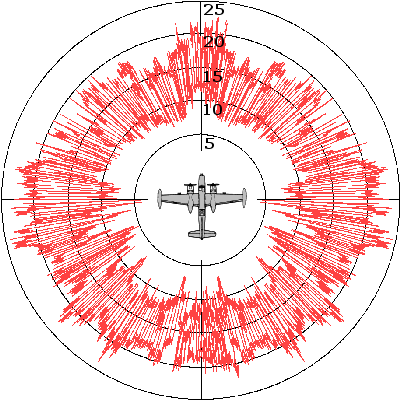
Exemple de diagramme de surface équivalente radar (d'après Skolnik)

La surface équivalente radar (SER ou RCS pour radar cross section en anglais), ou section efficace radar, est une propriété physique inhérente des objets indiquant l’importance relative de la surface de réflexion d'un faisceau électromagnétique qu’ils provoquent. La surface équivalente radar est fonction de la forme de l’objet, de la nature de son(ses) matériau(x) constitutif(s) ainsi que de la longueur d’onde, des angles d’incidence et de réflexion du rayonnement.
La SER est un paramètre spécifique à un quelconque objet (en fait un véhicule, avion ou navire) influant grandement sur sa susceptibilité d’être détecté par un radar. Représenté dans une formule mathématique (équation) la SER est désignée par la lettre grecque σ (sigma) exprimée en mètre carré.
Présenter une SER faible est une qualité essentielle pour un engin militaire (aéronef) qui lui permettra d’autant mieux d’échapper à un radar adverse.  Des technologies de furtivité ont par conséquent été mises au point dans le but de réduire la SER. La SER d’un objet est en règle générale un secret militaire et n'est pas divulguée.
Le diagramme illustrant le présent article est dérivé d’un diagramme publié par M. I. Skolnik (voir bibliographie) représentant la SER σ/σ0 mesurée de manière expérimentale sur le bombardier B-26 Invader pour une fréquence de 3 GHz.

## Mesure
La SER d’un objet se mesure de manière typique à l’aide de radars. Cela peut s’effectuer en plein air ou dans une chambre anéchoïque absorbant dans leur totalité les ondes électromagnétiques de la fréquence émise.
Valeurs typiques mesurées à l’aide d’un radar à ondes centimétriques :
- avions furtifs : 0,01 à 0,02 m2
- missiles anti-aériens : environ 0,1 m2
- avions de chasse : 0,1 à 1 m2
- bombardiers : 1 à 2 m2
- avions de transport lourds et avions commerciaux civils : jusqu’à 50 m2.

## Calcul
La SER est fonction de nombreux facteurs. Son calcul n’est possible que pour des objets de forme simple. Elle dépend de la forme de l’objet et de la longueur d’onde, plus précisément du rapport entre les dimensions de la structure illuminée et la longueur d’onde.
Quantitativement, la SER exprime une surface effective qui réfléchit le faisceau incident de manière isotrope (homogène) dans l’espace. En trois dimensions la SER {\displaystyle \sigma } est définie comme égale à :
{\displaystyle \sigma ={\frac {P_{\rm {s}}}{P_{\rm {i}}}}\;.}
Où {\displaystyle P_{\rm {i}}} est la densité de puissance par unité de surface, au niveau de la cible illuminée par le radar et {\displaystyle P_{\rm {s}}} la  puissance diffusée par la cible par unité d'angle solide. 
Cela peut s’écrire aussi de la manière suivante : 
{\displaystyle \sigma =\lim _{R\to \infty }4\pi R^{2}{\frac {|E_{\rm {s}}|^{2}}{|E_{\rm {i}}|^{2}}}\;,}
où {\displaystyle E_{\rm {i}}} représente l'amplitude du champ émis et {\displaystyle E_{\rm {s}}} l'amplitude du champ renvoyé à la distance {\displaystyle R} .

## Calcul par simulation
Au lieu de la mesurer sur un appareil terminé, il est devenu courant aujourd’hui de calculer la SER auparavant grâce à des programmes de simulation. Il est ainsi possible de calculer et d’optimiser à moindres coûts la SER des avions de combat dès la phase de conception.

## Réduction de la SER
On peut réduire la SER en modifiant la forme d'un objet, en utilisant des matériaux absorbants ou perméables aux rayonnement ou même en réduisant de manière active la puissance réfléchie. 
Un avion comme le Lockheed Martin F-117 Nighthawk possède une forme spécialement étudiée empêchant la réflexion de la majeure partie du faisceau radar en direction de l’émetteur. On obtient cela en utilisant presque exclusivement des surfaces planes et en évitant les angles droits. Les angles droits provoquent dans une large mesure la réflexion pratiquement totale d’un rayonnement incident en direction de son émetteur. À titre d’exemple, les réflecteurs pour radars (navigation maritime) se composent de trois surfaces métalliques assemblées à angle droit.
Les matériaux absorbants provoquent ou transforment le rayonnement en un réchauffement de la cible ou, si la longueur d’onde est connue, en l’éliminant par rotation de phase. 
La réduction active de la SER s’opère par l’émission d’ondes d'interférences et n’est pas encore utilisée en pratique.